# Büsching & Rosemeyer

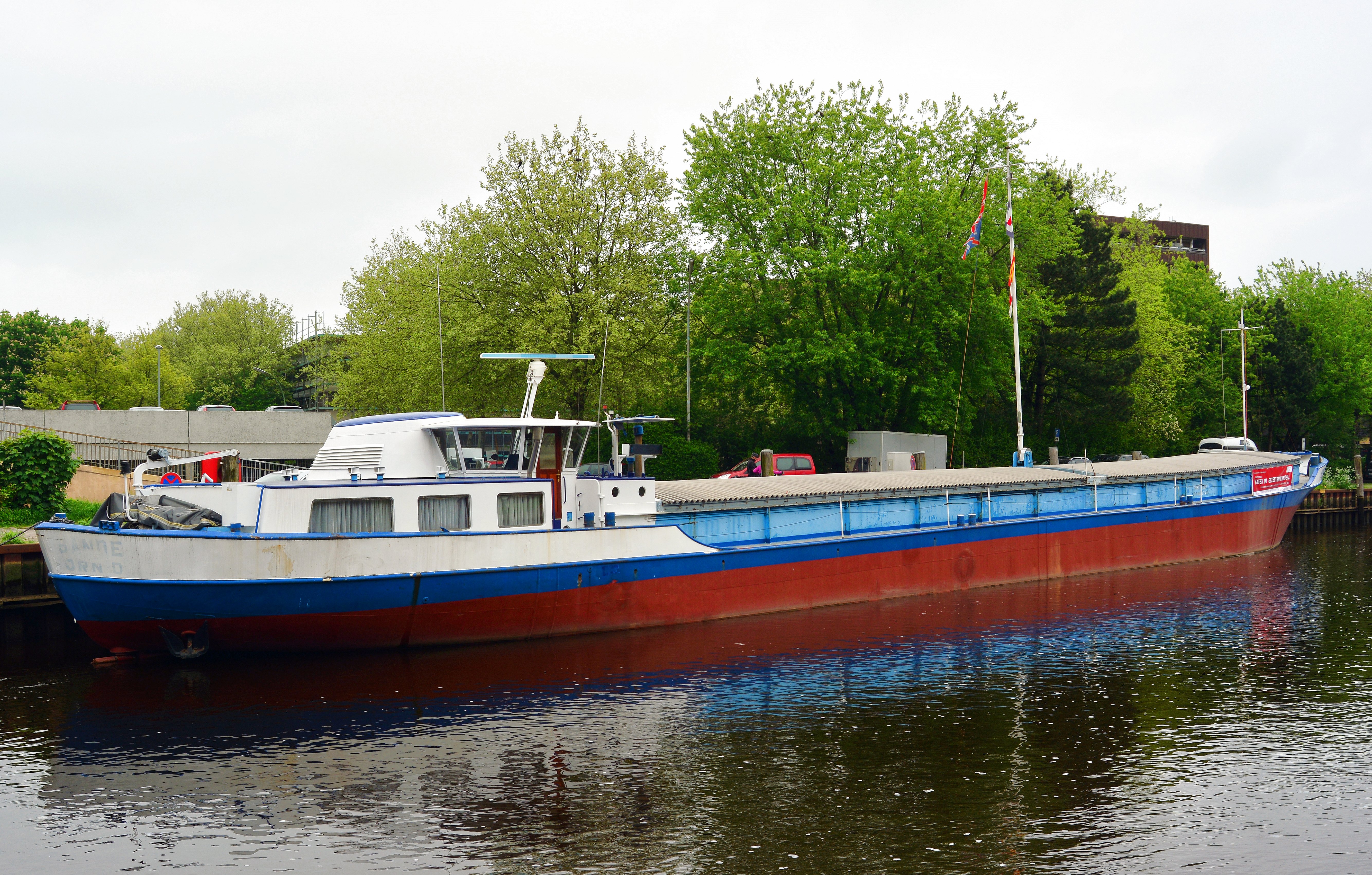
Die Klostersande in Elmshorn (2013)

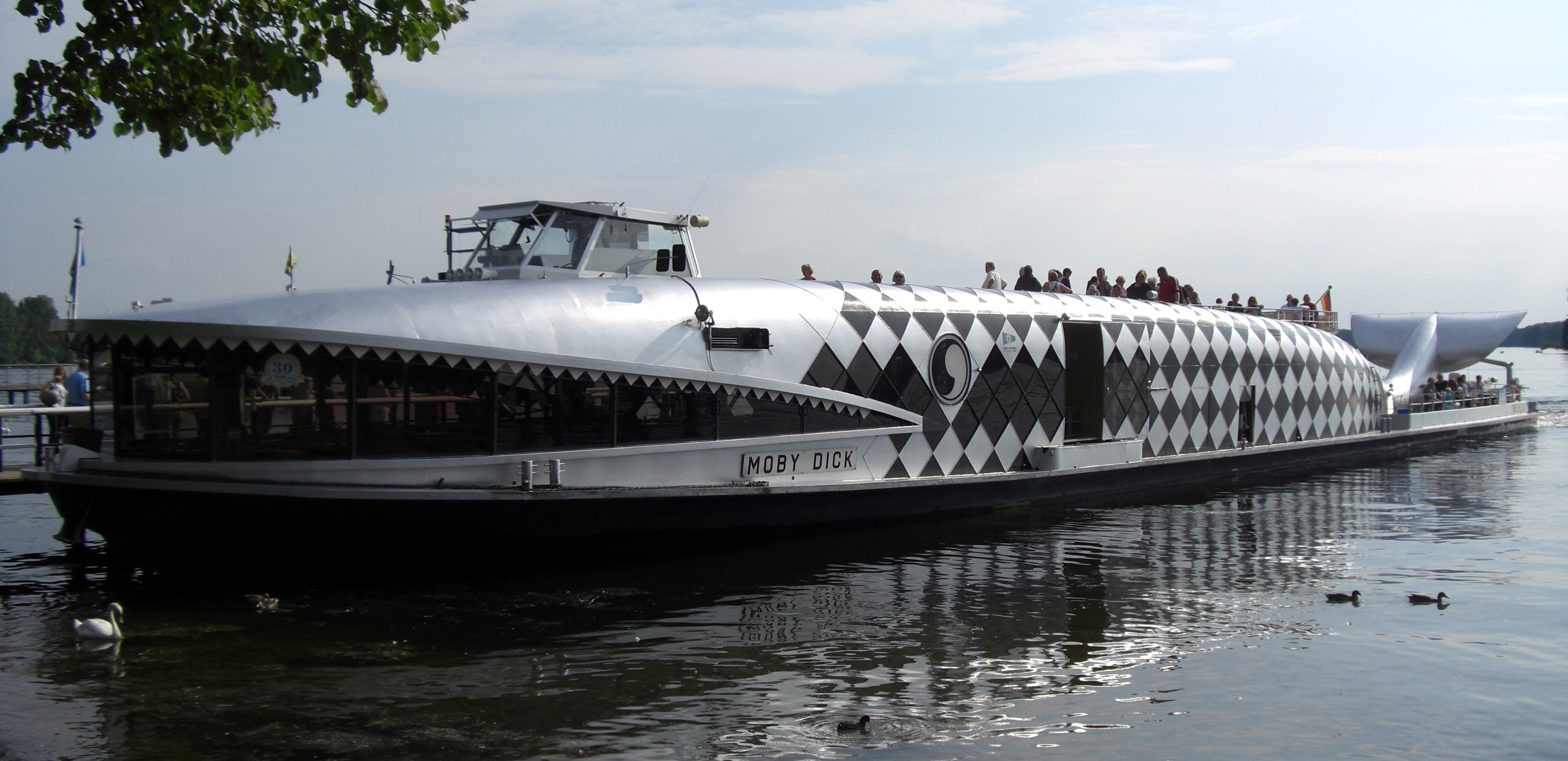
Moby Dick an der Tegeler Greenwichpromenade

Briefmarke mit Abbildung der Moby Dick

Büsching & Rosemeyer war ein Werft-Unternehmen in der ostwestfälischen Stadt Vlotho an der Weser.

## Geschichte
Das Unternehmen wurde 1906 in Uffeln (1973 nach Vlotho eingemeindet) gegründet. Vorgänger war die Werft Moritz Schrader. Büsching & Rosemeyer baute und reparierte Binnenschiffe. Neben Frachtschiffen wie die Klostersande entstanden auch Passagierschiffe. Etwa 600 Meter flussaufwärts befand sich mit dem Unternehmen Rasche eine weitere Werft. Bis in die 1920er Jahre wurden bei Büsching & Rosemeyer vermutlich Holzschiffe gebaut, danach Schleppkähne aus Eisen. Nach dem Zweiten Weltkrieg wurden auch Motorschiffe mit Dieselantrieb gebaut und das Fügeverfahren von Nieten auf Schweißen umgestellt. Die größten Schiffe der Werft erreichten eine Länge von 85 Metern und 1000 Tonnen Tragfähigkeit. Auftraggeber des Unternehmens kamen neben Deutschland aus Belgien, den Niederlanden und der Schweiz.
Der Binnenfrachter Klostersande wurde 1968 nach Plänen des Konstruktionsbüros Kurt A. H. Oehlmann mit der Baunummer 226 für das Elmshorner Frachtkontor E. Kölln gebaut. 2015 erwarb der Förderverein Klostersande e. V. das Schiff. Seit 2016 liegt es wieder in seinem früheren Heimathafen Elmshorn.
Die 49 Meter lange Moby Dick wurde von Büsching & Rosemeier konstruiert. Der Rumpf wurde in Teilen von einem niederländischen Unternehmen vorgefertigt und bei Büsching & Rosemeyer zusammengesetzt. 1972 wurde das Schiff ausgeliefert und wird heute von der Berliner Reederei Stern und Kreisschiffahrt betrieben. Es verkehrt auf Berliner Gewässern und hat eine Kapazität von 400 Passagieren. 1975 war das Schiff auf einer 70-Pfennig-Briefmarke der Deutschen Bundespost Berlin abgebildet.
Ende der 1970er Jahre bis 1982 wurden Kistenfähren für den afrikanischen Kontinent gefertigt. Aufgrund einbrechender Nachfrage im Neubaugeschäft wurde die Werft 1984 geschlossen. Heute befindet sich auf dem ehemaligen Betriebsgelände das Schilderunternehmen „Sellmann“.